# Prionostemma foveolatum
Prionostemma foveolatum is een hooiwagen uit de familie Sclerosomatidae.